# Championnat de France de rugby à XIII 1984-1985
Navigation
Édition précédente Édition suivante
Le Championnat de France de rugby à XIII 1984-1985 oppose pour la saison 1984-1985 les meilleures équipes françaises de rugby à XIII.

## Classement de la première phase
| Classement | Club               | Points |
| 1er        | Le Pontet          | 69     |
| 2e         | XIII Catalan       | 65     |
| 3e         | Toulouse           | 60     |
| 4e         | Saint-Estève       | 58     |
| 5e         | Lézignan           | 57     |
| 6e         | Carpentras         | 54     |
| 7e         | Albi               | 53     |
| 8e         | Villefranche       | 50     |
| 9e         | Carcassonne        | 48     |
| 10e        | Limoux             | 47     |
| 10e        | Avignon            | 46     |
| 12e        | Saint-Gaudens      | 44     |
| -          | Villeneuve-sur-Lot | 44     |
| 14e        | Cavaillon          | 32     |

|  | Qualifié pour la phase finale - deuxième phase de groupe |

### Phase finale
|  | Barrages 28 avril 1985 | Barrages 28 avril 1985 |              |              | Demi-finales 12 mai 1985 | Demi-finales 12 mai 1985 |  |  | Finale 26 mai 1985 | Finale 26 mai 1985 |
|  | Barrages 28 avril 1985 | Barrages 28 avril 1985 |              |              | Demi-finales 12 mai 1985 | Demi-finales 12 mai 1985 |  |  | Finale 26 mai 1985 | Finale 26 mai 1985 |
|  |                        |                        |              |              |                          |                          |  |  |                    |                    |
|  | à Perpignan            | à Perpignan            |              |              | Carcassonne              | Carcassonne              |  |  | Bordeaux           | Bordeaux           |
|  | à Perpignan            | à Perpignan            |              |              | Carcassonne              | Carcassonne              |  |  | Bordeaux           | Bordeaux           |
|  | à Perpignan            | à Perpignan            | XIII Catalan | 12           |                          |                          |  |  | Bordeaux           | Bordeaux           |
|  | Toulouse               | 14                     | XIII Catalan | 12           |                          |                          |  |  | Bordeaux           | Bordeaux           |
|  | Toulouse               | 14                     | Toulouse     | 4            |                          |                          |  |  | Bordeaux           | Bordeaux           |
|  | Carpentras             | 6                      | Toulouse     | 4            |                          |                          |  |  | Bordeaux           | Bordeaux           |
|  | Carpentras             | 6                      | Saint-Estève | Saint-Estève | XIII Catalan             | 26                       |  |  |                    |                    |
|  | à Limoux               |                        | Saint-Estève | Saint-Estève | XIII Catalan             | 26                       |  |  |                    |                    |
|  |                        | Le Pontet              | Saint-Estève | Saint-Estève | 6                        |                          |  |  |                    |                    |
|  | Lézignan               | Le Pontet              | Saint-Estève | Saint-Estève | 6                        | 16                       |  |  |                    |                    |
|  | Lézignan               | Lézignan               | 6            |              |                          | 16                       |  |  |                    |                    |
|  | Saint-Estève           | Lézignan               | 6            | 14           |                          |                          |  |  |                    |                    |
|  | Saint-Estève           | Le Pontet              | 20           | 14           |                          |                          |  |  |                    |                    |
|  |                        | Le Pontet              | 20           |              |                          |                          |  |  |                    |                    |

## Finale (26 mai 1985)
(mt : 18 - 2)
Points marqués :
- XIII Catalan : 4 essais de Delaunay (2e), Th. Naudo (11e), Cologni (28e) et J-J. Naudo (48e) ; 3 transformations de J-J. Naudo (2e, 28e et 46e) ; 1 pénalités de J-J. Naudo (52e) : 1 drop de J-J. Naudo (16e et 38e)
- Le Pontet : 1 essai d'E Bergé (56e) ; 1 pénalité d'Imbert (10e).

- Homme du match : Ivan Grésèque et Jean-Jacques Cologni

Évolution du score : 
Arbitre : M. Desplats (Midi-Pyrénées)
Spectateurs : 8 797
Recette : 438 500 francs
Composition des équipes :
- XIII Catalan : Serge Pallarès - Sébastien Rodriguez, Francis Laforgue, Guy Delaunay, Thierry Naudo - Jean-Jacques Naudo (o), Ivan Grésèque (m) - Henri Berneau, Patrick Baco, Didier Prunac, Jean-Jacques Cologni, Pierre Montgaillard, Guy Laforgue - Hervé Boreil, Guy Arasa - Entraîneur : Yvon Gourbal
- Le Pontet  : Éric Stefani - Paquin, Etienne Kaminski, Jacques Imbert, Chayeb - Denis Bergé (o), Patrick Rocci (m) - Serge Titeux, Christian Maccali, Joseph Giné, Thierry Vadon, Marc Palanques, Thierry Bernabé - Robert Rubio, Raymond Chacon - Entraîneur : Marius Frattini

## Effectifs des équipes présentes
| XIII catalan  | Guy Arasa Patrick Baco Henri Berneau Hervé Boreil Jean-Jacques Cologni Guy Delaunay Ivan Grésèque (m) Francis Laforgue Guy Laforgue Pierre Montgaillard Jean-Jacques Naudo (o) Thierry Naudo Serge Pallarès Didier Prunac Sébastien Rodriguez Dominique Verdière Entraîneur : Yvon Gourbal | Le Pontet          | Denis Bergé (o) Thierry Bernabé Raymond Chacon Chayeb Marcel Criotier Joseph Giné Jacques Imbert Etienne Kaminski Christian Maccali Marc Palanques Paquin Patrick Rocci (m) Robert Rubio Éric Stefani Serge Titeux Thierry Vadon Entraîneur : Marius Frattini |
| Limoux        | Daniel Bonnet Didier Calmet Paul Gentil Bernard Jean Jacques Laguens Bruno Mathias Luc Mendez José Moya Henri Pech Klaus Perkovic Bernard Robert Michel Tubau Jean-François Vassal Jean-Marc Vergnes Thierry Vern Entraîneur : Jean-Christophe Vergeynst                                   | Villeneuve-sur-Lot | J.-M. Barjou Carasco Max Chantal Serge Cuyas Delgal Patrice Duluc Estrada Laberenne Pascal Laroche Alain Maury Patrick Pedrazzani Jean-Luc Rabot Joël Roosebrouck Saulage Jean-Bernard Saumitou Patrick Solal B. Verdès Daniel Verdès Martial Vrech           |
| Saint-Gaudens | Allingry Christian Boreau Challain Gilles Dumas Cledt Francis Estadieu Ferran Philippe Gestas Parra Yves Storer Charles Zalduendo | Albi               | Brenez Lacombe Lacroix Jean-Louis Meurin Rabot |
| Villefranche  | Bro Kierasinski Patrick Wosniak | Toulouse           | Pierre Aillères Philippe Fourquet Francis Lope |
| Lézignan      | Henri Albérola Bernard Bourrel Dominique Espugna Hugues Ratier | Saint-Estève       | Serge Bret Serge Costals Roger Palisses Pérez |
| Carpentras    | Carrière Didier Comtat Didier Couston Heidke Lantalzi Pau Christian Scicchitano | Carcassonne        | Jean-François Da Ré |